# Skibby
 For alternative betydninger, se Skibby (flertydig). (Se også artikler, som begynder med Skibby)
Skibby er en by på den sjællandske halvø Hornsherred med 3.135 indbyggere  (2025), beliggende 31 km nordvest for Roskilde, 22 km øst for Holbæk og 14 km sydvest for Frederikssund. Byen hører til Frederikssund Kommune og ligger i Region Hovedstaden.
Skibby hører til Skibby Sogn. Skibby Kirke ligger i byen. Den er fra 1100-tallets første halvdel og har nogle af landets bedst bevarede kalkmalerier. Skibbykrøniken blev i 1650 fundet indmuret i kirkens apsis.

## Faciliteter
- Fjordlandsskolen – tidligere Marbækskolen, hvis første etape blev opført i 1972 – har 664 elever og 164 ansatte, heraf i Skibby 433 elever på 0.-9. klassetrin og 103 ansatte. Skolen har desuden afdelinger med 0.-6. klassetrin i Dalby med 126 elever og 34 ansatte og i Skuldelev med 105 elever og 27 ansatte. Der er SFO og klub i alle 3 afdelinger.[2]
- Børnehuset Nordstjernen har plads til 91 "enheder", hvor et 0-2 års barn er 2 enheder og et 3-6 års barn er 1 enhed.[3]
- Skolevejens Børnehave har plads til 39 børn.[4]
- Frederikssund Kommunes produktionsskole ligger i Skibby og har 4 værksteder: Byg og anlæg, Pædagogisk, Mediegrafisk og Køkken.[5]
- Skibbyhøj er en tidligere privat realskole. Nu er den et midlertidigt botilbud for unge voksne mellem 18 og 35 år med betydeligt nedsat psykisk funktionsevne som følge af psykiatriske lidelser og problemstillinger.[6]
- Omsorgscenteret Nordhøj er bygget i 1970 og siden moderniseret. Det er i 3 etager og har 50 plejeboliger, træningscenter, café, gårdmiljø og træningshave.[7]
- Skibby har idrætshal, fodboldklub[8], badmintonklub, spejder, bibliotek, 3 supermarkeder, 2 byggemarkeder, dyreklinik, busgarage og røgeri.
- 3 supermarkeder, 3 pizzariaer, en kino

## Historie
Skibby nævnes første gang i 1240 som købstad i Kong Valdemars Jordebog. Kirkens størrelse vidner om en by med betydning. Men Skibby mistede sine købstadsrettigheder under ødegårdskrisen, der var en følge af Den Sorte Død i senmiddelalderen.

### Landsbyen
I 1682 var Skibby en landsby, bestående af 29 gårde og 9 huse uden jord med et samlet dyrket areal på 883,8 tønder land, skyldsat til 253,07 tønder hartkorn. Dyrkningsformen var trevangsbrug. Skibbys første skole blev bygget i 1729. Udskiftningskortet fra 1808 viser cirka 20 gårde.
I 1873 beskrives Skibby således: "Skibby med Kirken, Præstegaarden, Skole og en privat Landbohøiskole, en Arbeids- og Forsørgelsesanstalt (oprettet 1869 af Communer i Horns H. for 120 Lemmer), Kro".

### Egnscenter
I 1898 beskrives Skibby således: "Skibby (gl. Form Skipby) med Kirke, Præstegd., Skole, Apotek, Distriktslæge, Arbejds- og Forsørgelsesanstalt (oprettet 1869, Maksimalbelægning: 100), Højskole, oprettet 1868, et Par Aar efter nedlagt, privat Realskole, Kro, Fællesmejeri og Postkontor". Arbejds- og Forsørgelsesanstalten 1 km nord for den daværende by er nu andelslejligheder under navnet Elmegården.
I første del af 1900-tallet var der en mindre sodavandsfabrik, som distribuerede til private fra egen bil. Da rutebiler kom i brug omkring 1920, fik Skibby faste forbindelser med Frederikssund, Holbæk og Roskilde. De blev drevet af lokale vognmandsfirmaer, hvoraf et udviklede sig til rejsebureauet Skibby Rejser.
Kroen, der blev revet ned i 1992, lå over for den nuværende biograf. I begyndelsen af 1900-tallet lejede en rejsebiograf ofte krosalen til filmforevisning. Det tiltrak mange gæster. Kromanden fandt, at han lige så godt selv kunne gøre en forretning ud af det, så han byggede biografen. Skibby Kino er siden 1984 drevet af en forening, som nu har ca. 30 frivillige.
I 1923 blev der bygget en ny skole (med gymnastiksal), som nu rummer byens bibliotek.

### Genforeningssten
Ved hjørnet af Hovedgaden og Saltsøvej står en sten, der blev afsløret 9. juli 1920 til minde om Genforeningen i 1920.

### Jernbanen
Skibby var allerede et egnscenter, da den fik jernbanestation på Sjællandske midtbane, som på strækningen Hvalsø-Frederikssund var i drift 1928-36. Det var den danske jernbanestrækning, der har haft kortest levetid, så den fik ikke særlig stor betydning for byens udvikling.
Stationsbygningen er bevaret på Stationsvej 13. En høj banedæmning på ½ km er bevaret fra Hovedgaden, hvor den er tilgængelig fra Aldis P-plads, til Hanghøjvej. Fra genbrugspladsen nord for byen er en dyb gennemskæring på ½ km bevaret forbi Bonderup.

### Folketal
| 1906 | 1911 | 1916 | 1921 | 1925 | 1930 | 1935 | 1940 | 1945 | 1950 | 1955 | 1960  | 1965  |
| ---- | ---- | ---- | ---- | ---- | ---- | ---- | ---- | ---- | ---- | ---- | ----- | ----- |
| 387  | 414  | 418  | 466  | 555  | 616  | 660  | 679  | 771  | 853  | 985  | 1.040 | 1.167 |

I 1911, da byen havde 414 indbyggere, ernærede 106 sig ved landbrug, 104 ved håndværk og industri, 63 ved handel og 48 ved transport.
I 1930, da byen havde 552 indbyggere, var 83 beskæftiget ved fiskeri og landbrug, 146 ved håndværk og industri, 67 ved handel, 93 ved transport, 51 ved immateriel virksomhed, 50 ved husgerning. 61 var ude af erhverv, og 1 havde ikke givet oplysninger.

### Efter banens tid
Selvom Skibby ikke var købstad, var der helt frem til 1947 to årlige kvægmarkeder på pladsen foran kroen. Indtil 1953 havde skolen 7 klasser, men sammen med Ferslev-Vellerup Kommune oprettede man en mellemskole. Bygningerne blev udvidet med faglokaler, og antallet af lærere blev forøget fra 3 til 10-12. Omkring 1960 blev de første villagrunde udstykket.
I 1965 var der i byen fire købmænd, to bagere, tre manufakturhandlere, to slagtere, isenkræmmer, sæbehus, to skomagere, cykelhandler, to møbelforretninger/polstrere, radio/symaskineforhandler, elforretning, guldsmed, fotograf, bogtrykkeri, gartner og boghandel. Dertil kom frisører og ishuse samt kiosk og cafeteria. Endvidere var der værksteder og håndværkere, bl.a. smede, autoværksteder og mølle. Disse mindre industrivirksomheder udviklede sig bl.a. til to maskinfabrikker, hvoraf den enes bygninger i dag rummer produktionsskolen, og den anden flyttede ind i byens nedlagte mejeri. Desuden havde byen et fjerkræslagteri.

### Skibby Kommune
Skibby var indtil 2007 hovedby i Skibby Kommune. Skibby og dens to nabo-sognekommuner Ferslev-Venslev og Skuldelev-Selsø tog forskud på kommunalreformen i 1970 ved at danne en storkommune allerede i 1966. Efter at Skibby Kommune ved kommunalreformen i 2007 indgik i Frederikssund Kommune, stod Skibby Rådhus tomt i en årrække, men i 2015 blev det udlejet til et ejendomsadministrations-firma.